# Juan Bautista Vicini Cabral
Juan Bautista 'Gianni' Vicini Cabral (Génova, 7 de abril de 1924 – Santo Domingo, 27 de abril de 2015) fue un empresario ítalo-dominicano, presidente del Grupo Vicini.

## Biografía
Vicini nació el 7 de abril de 1924 en Génova, Italia, durante unas vacaciones de su familia, en dicho país. Sus padres fueron el empresario ítalo-dominicano Felipe Augusto Vicini Perdomo (medio hermano del presidente Juan Bautista Vicini Burgos) y la heredera dominicana Amelia María Cabral Bermúdez (hija de José María Cabral y Báez y hermana de José María Cabral Bermúdez). Sus hermanos fueron: Laura Amelia (1925–2006), quien se casó con Amadeo Barletta Ricart, el hijo de Amadeo Barletta Barletta ; José María (1926–2007), quien se casó con María Elena Pérez Branger; y Felipe de Jesús Vicini Cabral (1936–1997). Era primo hermano de Donald Reid Cabral, presidente de facto de la República Dominicana, primo hermano de José María Cabral, director de cine y primo segundo de Peggy Cabral, vicealcaldesa de Santo Domingo. 
Se casó con Alma Stella Altagracia Lluberes Henríquez (1936–1992), hija de Mario Rafael Lluberes Abréu y Josefa Stella Henríquez Vásquez (nieta del intelectual Federico Henríquez y Carvajal y del diplomático Francisco Leonte Vásquez Lajara; este último era hermano del presidente Horacio Vásquez Lajara ) Tuvieron 3 hijos: Felipe Augusto Antonio (n. 1960), Amelia Stella María (n. 1974) y Juan Bautista Vicini Lluberes (n. 1975). 
En 1936 su padre murió y Vicini se convirtió en presidente del Grupo Vicini, una de las compañías azucareras más grandes de la República Dominicana. Durante su mandato, Grupo Vicini se convirtió en el principal productor privado de azúcar y luego en la corporación más importante de la República Dominicana, con inversiones en muchos sectores económicos claves. 